# Уссей, Марсела
Марсела Инес Уссей (исп. Marcela Inés Hussey, 24 апреля 1967) — аргентинская хоккеистка (хоккей на траве), полевой игрок. Чемпионка Панамериканских игр 1987 года. Участвовала в летних Олимпийских играх 1988 года.

## Биография
Марсела Уссей родилась 24 апреля 1967 года.
Играла в хоккей на траве за «Ломас» из Ломас-де-Самора, неоднократно выигрывавший чемпионат Аргентины в 80-90-е годы.
В 1987 году завоевала золотую медаль Панамериканских игр в Индианаполисе.
В 1988 году вошла в состав женской сборной Аргентины по хоккею на траве на летних Олимпийских играх в Сеуле, занявшей 7-е место. Играла в поле, провела 5 матчей, забила 1 мяч в ворота сборной США.
В составе сборной Аргентины в 1986 году участвовала в чемпионате мира в Амстелвене (7-е место), в 1990 году — в чемпионате мира в Сиднее (9-е место).